# Agent Orange (album)
Agent Orange er det tredje album af den tyske thrash metal-gruppe Sodom udgivet i 1989 gennem SPV/Steamhammer. En stor del af tekstindholdet omhandler krigstemaer, særligt Vietnamkrigen, hvor albummets titel og titelsang refererer til det kemiske våben anvendt af amerikanerne som pesticid til at få bladene til at falde af træerne for at afsløre fjendtlig aktivitet.
Sammen med forrige udgivne album Persecution Mania betragtes Agent Orange som en klassiker indenfor tysk thrash metal og har opnået stor velanseelse både blandt fans og anmeldere. Det blev gruppens første udgivelse som nåede den officielle tyske hitliste og fik så stor kommerciel succes at medlemmerne kunne opsige deres arbejde og blive fuldtids musikere.
Albummet blev genudgivet af pladeselskabet i 2010 med seks bonusspor.

## Indspilning
Indspilningen til Agent Orange varede tre uger og foregik i producerens Harris Johns’ studie i Berlin mens miksningen fandt sted i Hannover. Tom ”Angelripper” mindes at den sidste tid af indspilningen var præget af uvenskab mellem Frank "Blackfire" og Chris "Witchhunter", som hen mod slutningen ikke talte sammen. Medlemmerne håndterede den dårlige stemning ved at drikke sig fulde på daglig basis og ødelægge hotellets inventar. Grundet uvenskabet valgte ”Blackfire” at forlade bandet til fordel for Kreator, da produktionen af albummet var tilendebragt.
Albummet blev genudgivet af pladeselskabet som CD og LP i marts 2010 med fornyet omslag indeholdende alle sangtekster, sjældne fotografier og en skriftlig hilsen af Tom "Angelripper". CD-udgaven indeholdt seks bonusspor mens LP-udgaven indeholdt tre bonusspor.

## Musikalske stil
Tekstindholdet rummer de samme emner som på det forrige album Persecution Mania omhandlende krig med sange som ”Ausgebombt” (tysk: "Udbombe") og ”Remember the Fallen”, hvor sidstnævnte er dedikeret til alle faldne soldater i alle slags krige. Ligeledes kommer forsangeren Tom Angelrippers interesse for Vietnamkrigen også til udtryk blandt andet med titelsangen "Agent Orange" som referer til pesticidet anvendt af amerikanerne til at få bladene til at falde af træerne for at afsløre fjenden. Sangen ”Magic Dragon” er en reference til kaldenavnet på det amerikanske bombefly AC-47 Spooky anvendt under krigen. I samme tekst omtales Duc Lap basen, som var en amerikansk militærbase beliggende i Sydvietnam og anvendt i årene 1966-1972. Andre temaer omhandler incest (”Incest”) og tyrefægtning (”Exhibition Bout”).

## Modtagelse
Agent Orange blev modtaget enormt positivt af både fans og anmeldere, og betragtes i dag som et klassisk tysk thrash metal album. Medlemmerne oplevede efter udgivelsen en langt mere positiv omtale fra musikjournalisterne, der tidligere havde beskrevet dem som uprofessionelle ikke-musikere. I kølvandet på en meget varm modtagelse blev salgstallet af albummet så stort at medlemmerne kunne opsige deres daglige arbejde, og fokusere fuldt på musikken. Ligeledes blev Agent Orange det første thrashmetal album som havnede på Tysklands officielle musikhitliste i 16 uger med den højeste placering som nummer 36 i en uge. Om successen udtalte "Angelripper" at udgivelse var på det rette tidspunkt, hvilket stemmer overens med den tiltagende popularitet som thrash metal bevægelsen oplevede i slut firserne hvor flere amerikanske bands efterfølgende kom på hitlisterne og fik spilletid på MTV, mens tyske grupper som Destruction og Kreator også udgav indflydelsesrige albums.
I 2005 blev Agent Orange placeret som nummer 299 ud af 500 i det tyske musikmagasin Rock Hards liste over "De 500 bedste rock og metalalbum nogensinde" mens musikmagasinet Rolling Stone i 2017 placerede albummet som nummer 63 på deres "100 bedste metalalbums nogensinde". I dag er sangene ”Agent Orange” og ”Ausgebombt” blandt bandets mest lyttede på digitale medier.

## Sporliste
Alt musik er skrevet af Chris Witchhunter, Frank Blackfire og Tom Angelripper, medmindre andet står skrevet.
| Nr.           | Titel                          | Længde |
| ------------- | ------------------------------ | ------ |
| 1.            | "Agent Orange"                 | 6:04   |
| 2.            | "Tired and Red"                | 5:25   |
| 3.            | "Incest"                       | 4:38   |
| 4.            | "Remember the Fallen"          | 4:20   |
| 5.            | "Magic Dragon"                 | 5:59   |
| 6.            | "Exhibition Bout"              | 3:35   |
| 7.            | "Ausgebombt"                   | 3:04   |
| 8.            | "Baptism of Fire"              | 4:03   |
| 9.            | "Don't Walk Away" (Tank cover) | 2:56   |
| Total længde: | Total længde:                  | 40:14  |

| 1. | "Incest" (Koncertudgave)              | 4:18 |
| 2. | "Agent Orange" (Koncertudgave)        | 5:26 |
| 3. | "Tired and Red" (Koncertudgave)       | 5:01 |
| 4. | "Remember the Fallen" (Koncertudgave) | 4:05 |
| 5. | "Ausgebombt" (Koncertudgave)          | 3:47 |
| 6. | "Ausgebombt" (Tysk udgave)            | 3:06 |

## Personnel
Sodom
- Tom "Angelripper" – Vokal, bas
- Frank "Blackfire" – Guitar
- Chris Witchhunter – Trommer

Produktion
- Harris Johns – Produktion, miksning
- Andreas Marschall – Albumomslag
- Manfred Eisenblätter – Fotografier

## Fodnoter
1. ↑  Cowan, Darren (26. november 2021). "Sodom Interview". heavymusichq.com. Heavy Music HQ. Hentet 30. oktober 2024.
2. 1 2 3 4  Kory Grow (10. maj 2010). "Sodom's Tom Angelripper Looks Back on "Agent Orange"". Arkiveret fra originalen 2. januar 2015. Hentet 27. oktober 2024.
3. 1 2  "Interview with SODOM's Tom Angelripper". grimmestofalltime.blogspot.com. One on One With the Grim 1. 7. november 2020. Hentet 5. november 2024.
4. ↑  SODOM Re-Release Of Agent Orange Postponed Until March Arkiveret 18. juli 2011 hos  Wayback Machine. 2. februar 2010. Metal Express Radio.
5. ↑  "Agent Orange Linked To Skin Cancer Risk". Science 2.0. 29. januar 2014. Arkiveret fra originalen 23. oktober 2019. Hentet 29. oktober 2024.
6. ↑  "Douglas AC-47 Spooky". afarmamentmuseum.com. Air Force Armament Museum. Hentet 5. november 2024.
7. ↑  Stanton, Shelby (2003). Vietnam Order of Battle. Stackpole Books. s. 246. ISBN 9780811700719.
8. ↑   https://www.allmusic.com/album/agent-orange-mw0000207459
9. 1 2  Dillon Collins (15. november 2019). "SODOM's Tom Angelripper "We Wanted to be the Heaviest Band in the F***ing World"" (engelsk). Metal Injection. Hentet 27. oktober 2024.
10. 1 2  "German Thrash: The 10 Greatest Old-School Albums". worshipmetal.com. 13. februar 2015. Hentet 6. november 2024.
11. ↑  Guy Strachan (13. august 2012). "Sodom Interview: "We Stayed True to Our Spirit"". www.ironfistzine.com (engelsk). Iron Fist Heavy Metal Magazine. Hentet 27. oktober 2024.
12. ↑  "Offizielle Deutsche Charts". www.offiziellecharts.de. Hentet 27. oktober 2024.
13. ↑   Ian, Christe s. 200
14. ↑  Best of Rock & Metal - Die 500 stärksten Scheiben aller Zeiten (tysk). Rock Hard. 2005. s. 93. ISBN 3-89880-517-4.
15. ↑  "Rolling Stone Share Their Choices for 'The 100 Greatest Metal Albums of All Time'". 21. juni 2017.
16. ↑  last.fm: Sodom Hentet d. 07.november 2024
17. ↑  Apple Music: Sodom Hentet d. 07. november 2024
18. ↑  Spotify: Sodom Hentet d. 7. november 2024